# Růže bílá
Růže bílá (Rosa ×alba) je hybridní druh z širokého rodu růže. Jedná se o velmi starého zahradního křížence nejasného původu, pěstovaného minimálně od středověku především pro okrasu, ale též pro obsah vonných silic v květech. V kultuře je známa především jako Bílá růže z Yorku v anglické válce růží.

## Popis
Vzpřímeně nebo častěji obloukovitě rostoucí keř, dosahující většinou výšky 1–2 metry, s řídkými, silnými, hákovitě zahnutými ostny. Listy jsou lichozpeřené, pěti až sedmičetné, tmavě šedozelené až namodrale zelené, jednoduše zubaté, na podzim opadávají. Květy jsou poloplné až plné, o průměru 3–5 cm, podle kultivaru bílé nebo i růžové, příjemně sladce vonné. Vyrůstají jednotlivě nebo v chudých chocholičnatých květenstvích, rozkvétají jedenkrát do roka, a to v plném létě (červen až červenec). Vnější kališní lístky jsou členěné s přívěsky, květní stopky stopkatě žláznaté, někdy i s drobnými načervenalými ostenci. Plody jsou šípky červené barvy, některé odrůdy jsou neplodné a šípky buď nevytvoří, nebo jen sterilní.

## Původ
Jde o nejstarší evropskou kulturní růži (starší odrůdy šlechtěné z růže keltské, například růže damašská, jsou původu orientálního), která se pěstovala již ve středověku; některé zdroje však kladou její původ ještě dále do minulosti snad do oblasti Malé Asie. Podle molekulárních výzkumů je růže bílá hexaploidním taxonem (2n=42). Její původ je doposud nejasný; předpokládá se, že jedním z rodičů by mohla být zmíněná růže keltská (Rosa gallica), případně že se jedná o spontánního křížence kulturní růže damašské (Rosa ×damascena) s růží šípkovou (Rosa canina). Vyloučena není ani rodičovská kombinace přímo růže šípkové a keltské vzhledem k značné podobnosti některých jedinců s pravděpodobně stejně vzniklou růží Jundzillovou (Rosa marginata).

## Pěstování
Velkou předností této růže je kromě dlouhověkosti, dobrého zdraví a vitality zejména značná odolnost vůči chladnému klimatu: lze ji pěstovat i ve stínu a polostínu na severních stranách budov, odolává i mrazivým zimám v severní Evropě, například ve Skandinávii. Má malebný obloukovitě převislý habitus a velmi dobře snáší i řez. Během dlouhé doby jejího pěstování byla vyšlechtěna řada kultivarů.
Poptávka po opakovaně kvetoucích moderních hybridech zatlačila historické odrůdy růží včetně růže bílé poněkud do pozadí. V českém prostředí ji lze dosud spatřit především na starých venkovských zahradách, na hřbitovech apod., ojediněle též zplaňuje do přírody. Jako kulturní relikt lze nalézt staré keře i na místech zaniklých vesnic v pohraničí.

## Další využití
Některé odrůdy, především plnokvětá Rosa ×alba 'Suaveolens', se lokálně pěstují na produkci růžového oleje, který je ceněný a kvalitní, ve srovnání s pro tento účel obvykle pěstovanou růží damašsou však mají květy růže bílé pouze zhruba poloviční výtěžnost.

## Galerie

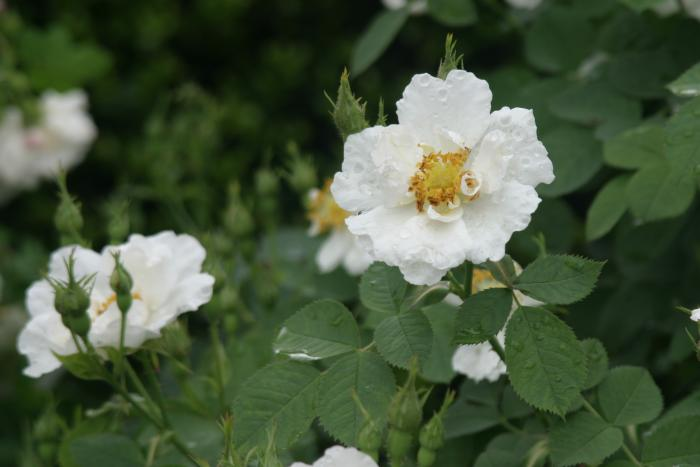
Kultivar 'Semiplena' s poloplnými květy
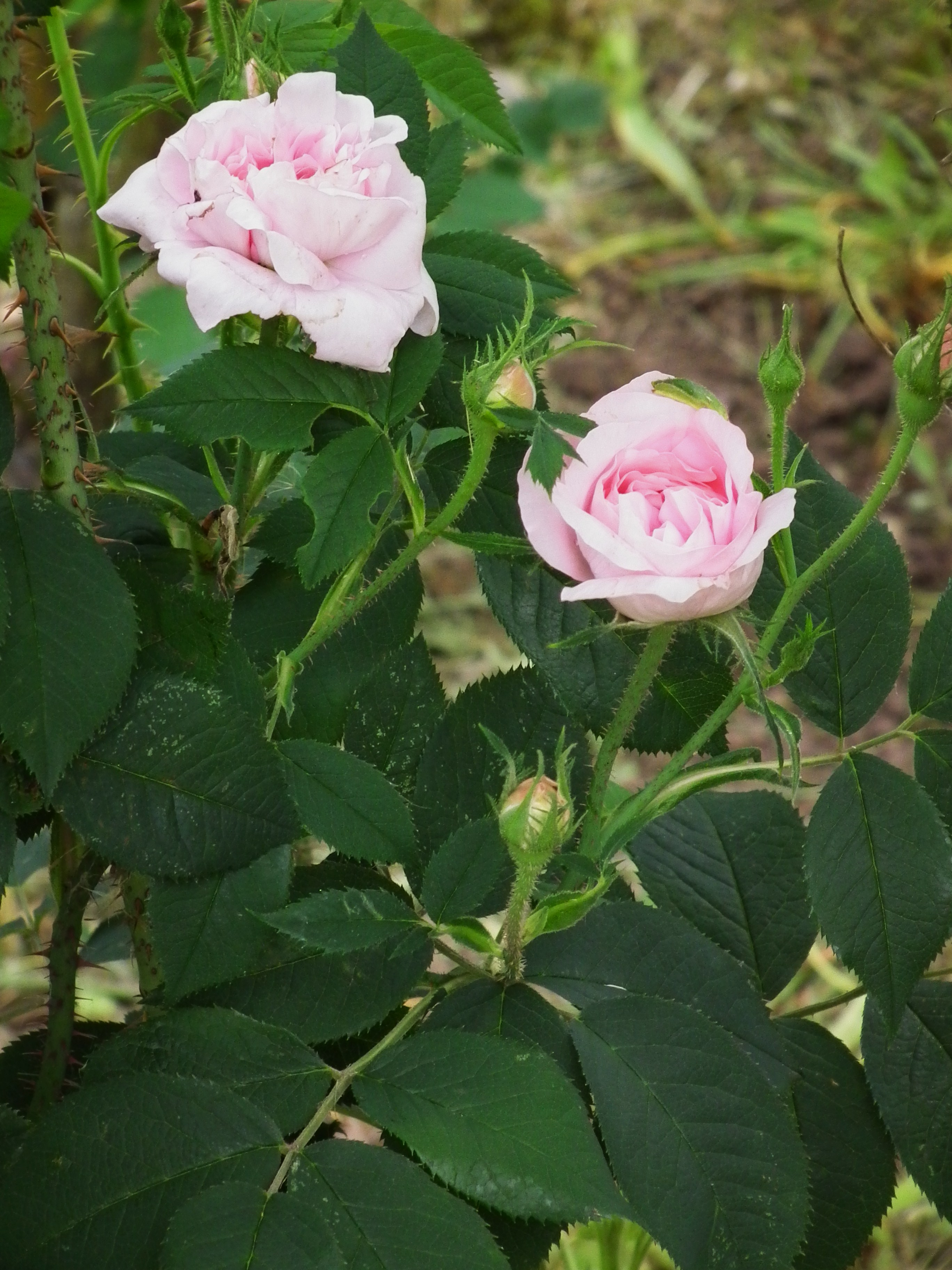
Růžovokvětá 'Königin von Dänemark'
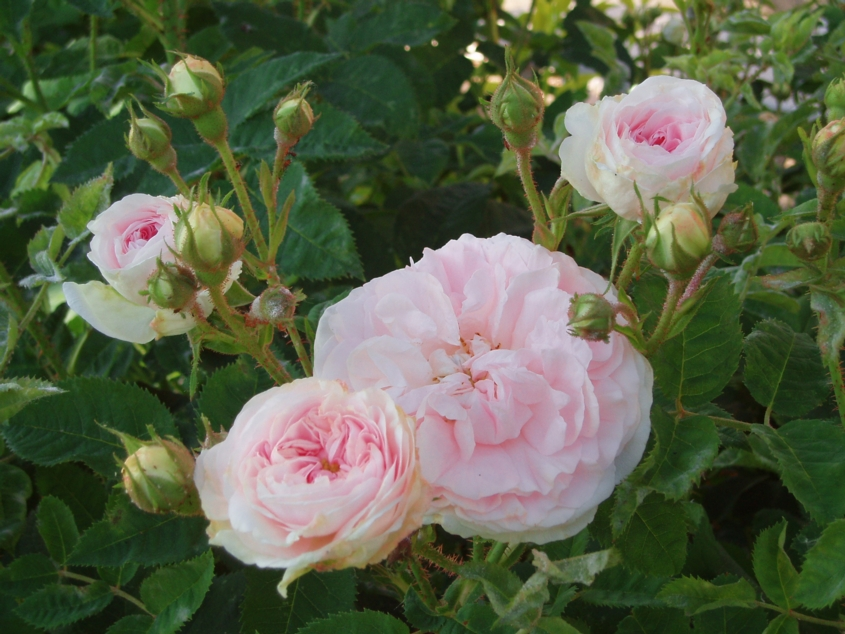
Oblíbený kultivar 'Maiden’s Blush', zvaný též 'Cuisse de nymphe'
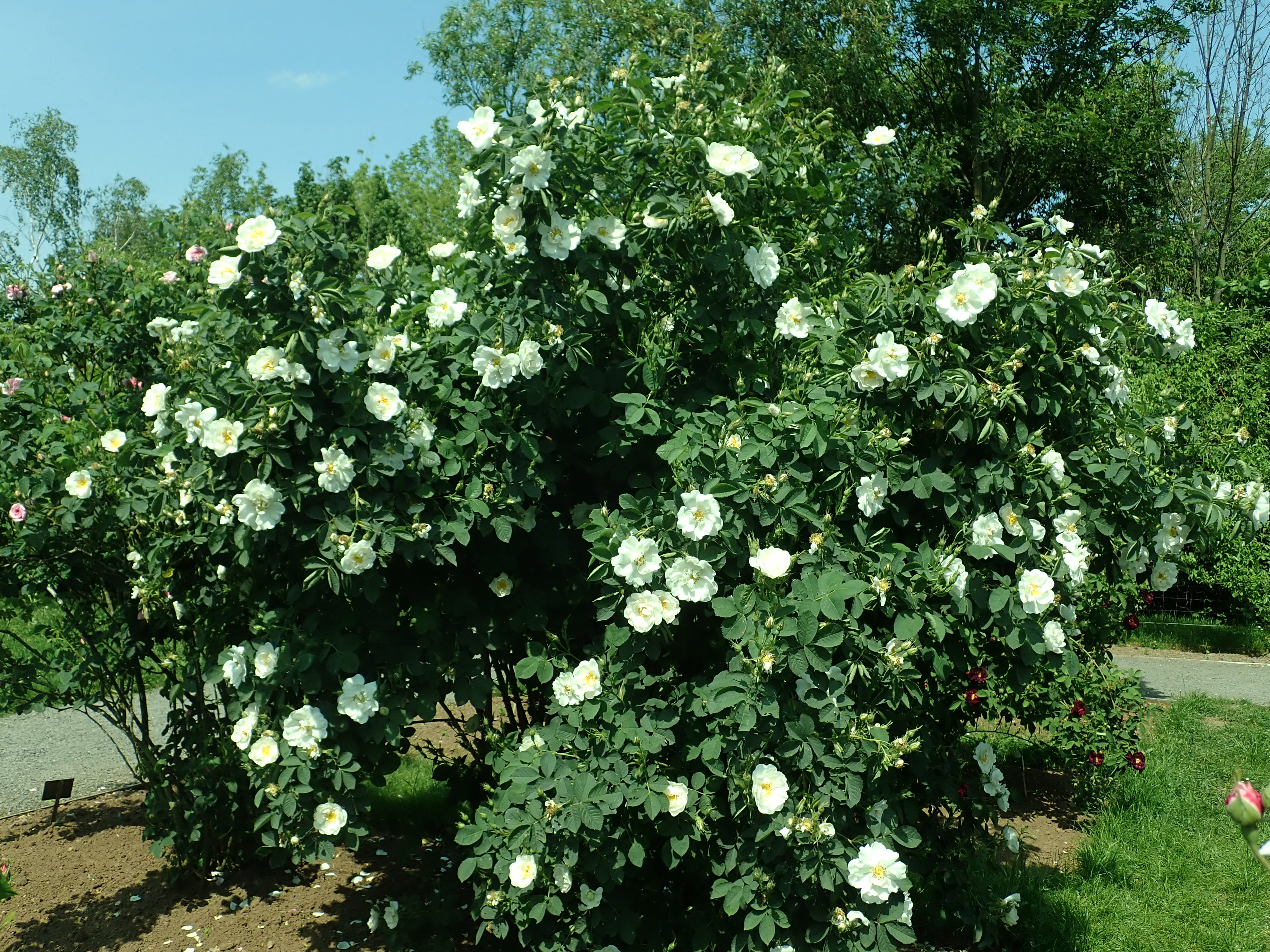
Kultivar 'Sappho', celkový habitus